# 하프라이프 2: 에피소드 1
《하프라이프2 : 에피소드 1》(영어: Half-Life 2: Episode One)은 1인칭 슈팅 PC 게임으로 밸브 코퍼레이션에서 개발하고 2006년 6월 1일에 발매된 하프라이프2의 후속작이다. 기존 하프라이프2와 비슷하게, 소스 엔진을 사용하며, 몇가지 새로운 애니메이션과 빛 처리기법, 그리고 인공지능의 향상이 있었다.

## 줄거리
하프라이프 2에서 일어난 폭발 직후, G맨은 고든 프리맨을 데려가려고 한다. 그러나 보르티곤트들의 방해로 고든은 느린 시간 포털에 들어가지 않게 되며, 그들에 의해 콤바인 요새 바깥으로 옮겨진다. 바위더미에 묻혀있던 고든은 견과 알릭스 밴스에게 구조되며, 이들과 함께 17번 지구에서 탈출하기위한 사투를 벌인다. 알릭스 밴스와 고든 프리맨은, 시타델 요새의 지하주차장과 지하도로, 17번 지구의 시가지와 병원등을 거쳐서 시민들을 대피시키고 열차역으로 향한다. 그리고 열차역에 있던 스트라이더와의 사투를 벌인 후,드디어 열차를 타고 탈출을 시도하나, 시타델 요새가 콤바인에게 보내려던 신호는 결국 보내지게되고, 폭발에 휘말려 그 앞의 스토리는 하프라이프 2: 에피소드 2에서 이어진다.

## 평가
| 평가 |        |
| --- | ------ |
| 통합 점수 통합사 점수 게임랭킹스 85.82% [ 1 ] 메타크리틱 87/100 [ 2 ] 평론 점수 평론사 점수 에지 8/10 [ 3 ] 게임 레볼루션 B [ 4 ] 게임스팟 8.7/10 [ 5 ] 게임스파이 [ 6 ] IGN 8.5/10 [ 7 ] PC 게이머 (UK) 90% [ 8 ] PC 게이머 (US) 85% [ 9 ] |        |
| 통합 점수 |        |
| 통합사 | 점수   |
| 게임랭킹스 | 85.82% |
| 메타크리틱 | 87/100 |
| 평론 점수 |        |
| 평론사 | 점수   |
| 에지 | 8/10   |
| 게임 레볼루션 | B      |
| 게임스팟 | 8.7/10 |
| 게임스파이 | [ 6 ]  |
| IGN | 8.5/10 |
| PC 게이머 (UK) | 90%    |
| PC 게이머 (US) | 85%    |